# Martin de Sessé y Lacasta
Martin de Sessé y Lacasta est un médecin et un naturaliste espagnol, né le 11 décembre 1751 à Baraguás en Aragon et mort le 4 octobre 1808 à Madrid.

## Biographie
Il fait des études de médecine à Saragosse avant de venir s’installer au Mexique en 1775. En 1779, il devient médecin militaire avant de s’installer à Cuba puis au Mexique où il devient un membre important de l’élite coloniale.
En 1785, il contribue à la création d’un enseignement de la botanique à l’université pontificale (aujourd’hui l’université nationale autonome du Mexique) et à la création du Jardin botanique à Mexico en 1788. Sessé cesse alors la pratique de la médecine pour se consacrer exclusivement à la botanique. Il obtient du roi d’Espagne, Charles III (1716-1788) l’autorisation de conduire une importante mission d’étude scientifique du pays, elle inclut notamment le botaniste espagnol Vicente Cervantes (1755-1829) et le botaniste mexicain José Mariano Mociño Suárez de Figueroa (1763-1819) ainsi que des artistes comme Atanasio Echevarría. L’objectif principal est de poursuivre l’œuvre entamée par Francisco Hernández (1514-1578), médecin du roi Philippe II (1527-1598), qui, en 1570, avait étudié la flore d’Amérique centrale et dont le manuscrit avait été retrouvé seulement en 1787.
Cette expédition, qui nécessite une longue préparation, est l’une des plus importantes du XVIIIe siècle et parcourt le Mexique mais aussi la Californie, le Costa Rica, Cuba et Porto Rico. D’importantes collections sont rassemblées durant les six années que dure l’entreprise : un herbier de 8 000 espèces, 500 spécimens d’oiseaux et 300 poissons ainsi que 2 000 peintures. Sessé fait paraître en 1794 un Catalogo de animales y plantas Mexicanas. Sessé et Mociño sont rappelés en Espagne en 1803 et rapportent avec eux ces collections. Mais la guerre d'indépendance espagnole et ses conséquences économiques, et en plus la mort de Sessé en 1808, empêchent la publication des résultats complets de cette exploration. Ce n’est qu’en 1887 que paraissent, à Mexico, deux ouvrages, Plantae Novae Hispaniae et Flora Mexicana.